# 兩人 (aiko單曲)
《兩人》（日語：二人），日本女性創作歌手aiko的第23張單曲。2008年3月12日發行。

## 簡介
前作《沒有星星的世界／側臉》約半年之後發行。原本預定3月5日發行，但由於製作問題延期到3月12日。
c/w曲《變成向日葵》是對aiko極具意義的歌曲，當年aiko就是憑著這首歌在音樂比賽中脫穎而出，1998年還是地下時期發行的單曲《Honey》就已經把這首歌作為c/w曲收錄。這次重新收錄入單曲中。
另一首c/w曲《好冷啊...》是只有鋼琴伴奏的純音樂。
在Oricon公信榜上最高排行第3位。

## 收錄曲目
1. 兩人
2. 變成向日葵（ひまわりになったら）
3. 好冷啊...（寒いね…）
4. 兩人（instrumental）

全 作詞、作曲：AIKO；編曲：島田昌典

## 外部連結
- 唱片介紹